# Yoriaki Matsudaira
Yoriaki Matsudaira (jap. 松平 頼暁, Matsudaira Yoriaki; * 27. März 1931 in der Präfektur Tokio; † 9. Januar 2023 ebenda), auch Yori-Aki Matsudaira, war ein japanischer Komponist.

## Biografie
Der Sohn des Komponisten Yoritsune Matsudaira studierte an der Universität Tokio Biologie. Daneben bildete er sich autodidaktisch als Pianist und Komponist aus. Er komponierte zunächst serielle Musik, kam später zu einer neuen Modalität und wandte sich seit den 1970er Jahren der u. a. von Allen Forte und John Rahn theoretisch begründeten Musical set theory und der Pitch-interval-Technik zu.
Seine Werke wurden fünfmal zur Aufführung bei den World Music Days der International Society for Contemporary Music (ISCM) ausgewählt: 1958 (Variations für Klaviertrio), 1967 (Configuration), 1969 (Distribution), 1972 (What´s next, Uraufführung der Neufassung) und 1975 (Simulation, Uraufführung). 1990 erhielt er einen Spezialpreis bei der dritten Kazimierz Serocki International Competition for Composition. Von 1998 bis 2002 war er Präsident der japanischen Sektion der ISCM und veranstaltete die World Music Days 2001 in Yokohama. 2008 wurde er zum Ehrenmitglied der ISCM gewählt.

## Werke
- Variations für Klavier, Violine und Cello, 1958
- Velocity Coefficient für Flöte, Keyboard, Perkussion und Klavier, 1958
- Syntaxis für drei Kajmmerensemble, 1959
- La vie noire, le beton blanc für zwei Sprecher und Kammerorchester, 1959
- Orbits für Flöte, Klarinette und Klavier, 1960
- Instruction für Klavier, 1961
- Co-Action für Cello und Klavier, 1962
- Configuration I für Kammerorchester, 1961–63
- Configuration II für Kammerorchester, 1963
- Transient ’64 für Tonband, 1963–64
- Rhymes for GAZZELLONI für Flöte und Perkussion, 1965–66
- Distribution für zwei Violinen, Viola, Cello und Elektronik, 1966–67
- Alternation for combo für Trompete, Kontrabass, Perkussion, Klavier und Elektronik, 1867
- Assemblages für Tonband, 1968
- Assemblage für 6 Frauenstimmen, 1968
- Allotoropy für Klavier, 1970
- Wand Waves für Tonband, 1970
- Why not? für Spieler, 1970
- What’s next? für Sopran, Geräusche, Elektronik und Tonband, 1967–71
- Gradation für Violine, Viola und Elektronik, 1971
- The Symphonie für 14 Spieler, Tonband und Elektronik, 1971
- Substitution für Sopran und Klavier, 1972
- Etudes für Klavier, 1971–73
- Messages I für Bläser und Tonband, 1973
- Where now? für Schauspielerin, Tänzer und Instrumentalisten, 1973
- Transient '74 für Gitarre und Harmonium, 1974
- Elegie for ARON für Sopran, 1974
- The Music für Autofahrer, Chor, Instrumentalisten und Operatoren, 1974–77
- Simulation für Tuba, 1974–75
- Accumulation für Violine und Elektronik, 1976
- Coherency for ARK für Flöte, Klarinette, Perkussion und elektrisches Klavier, 1976
- Shift für Flöte, Klarinette, zwei elektrische Orgeln und Perkussion, 1976
- Messages II für Bläserensemble, 1978
- Oscillation, 1977
- Monuments für Sopran, Flöte, Posaune, Cello und Elektronik, 1977
- Brilliancy für Flöte und Klavier, 1978
- Coding I für Klavier, 1978
- Epitaph for SESSHUH KAI für 7 Instrumente, 1979
- Gestaphony für Saxophon, 1979
- Spectra für drei verstärkte Gitarren, 1979
- Erixatone für elektrisches Klavier und Tonband, 1979
- Why not? für Klavier, 1979
- Albedo für Sopran, Viola und Klavier, 1979–80
- Zoellka für zwei Flöten, 1980
- Celebration für Klavier, 1980
- It’s gonna be a hardcore! für Sopran und Klavier, 1980
- Epitaph for YOSHIRO IRINO für Flöte, Shakuhachi, Scho, zwei Kotos, Perkussion, Klavier und Elektronik, 1980
- to the Victims of Cain für Shamisen und Tonband, 1980
- Genesis für Sopran, Flöte, Klarinette, Cello und Klavier, 1981
- Archaeology für Sopran und Perkussion, 1981
- Extension für Perkussionsensemble, 1981
- Salve Regina für zwei Keyboards und Vocorder, 1981
- Fluctuation für Marimba, Marimba Maya oder Tonband, 1981
- Resonance für Klavier, 1982
- Kurtosis I für Orchester, 1982
- Kurtosis II für zwei Klaviere, 1982
- Bedside Moonlight für Sopran und Klavier, 1982
- Magnification für Cembalo, 1983
- Like as likes.... für Sopran, 1983
- Constellation für Elektronik, 1984
- Epitaph for SATOSHI ASHIKAWA für Klavier und Feedbacksystem, 1984
- Scroll für drei Bassklarinetten, 1984
- Blending für Klavier, 1984
- Annotation für Klavier, 1984
- Marquitry für Flöte, Klarinette, Harfe, Perkussion und Klavier, 1985
- Requiem saecularem I für 9 Instrumente, 1985
- Crystal für Glasharfe und zwei Perkussionisten, 1985
- Duologue für Shamisen und Koto, 1984–86
- Trecento für Orgel, 1985–86
- Undulation für Gitarre, 1986
- Reunion für zwei Violinen, 1986
- Perpetual mobile für Kinderchor, 1986
- The Conduct für Dirigenten, Beleuchter und Tonband, 1986
- Declaration für Posaune und Klavier, 1987
- Ornithology [gamelan], 1987
- Lamentation für Klavier, 1987
- Palindrome für Violine und Klavier, 1987
- Replacement für Kontrabass, 1987
- Reciprocation für Shakuhachi, Shamisen und Koto, 1987
- Brightness für Klavier, 1988
- Interchanging für Recorder, 1988
- Waving für Orgel, 1988
- Prologue and Epilogue from opera “The Provocators”, 1988
- Perspective A für Klavier, 1988
- Perspective B für Klavier, 1988
- Variegation für Streicherensemble und Cembalo, 1988
- Requiem saecularem VI & VIII für Horn, zwei Trompeten, zwei Posaunen und Perkussion, 1988
- Heptahedra für Harfe, 1989
- Lexicon für Klavier, 1989
- Toybox für Klavier, 1989
- Recollection für Klavier und Kammerorchester, 1989
- Engraving I & II für Flöte und Klavier, 1989
- And I love.... für Klavier oder Trompete und Klavier, 1989
- GALA für Klavier, 1990
- Metathesis für Akkordeon, 1990
- Modification für Klavier, 1990
- Binary-Stars für zwei Klaviere, 1990
- 0, 1 & 2 for U für Cello, 1990
- Multistrata für Klavier, 1990
- Symposium für Chor, 1990
- 5 Folklores für Kinderchor, 1991
- Revolution für Klavier und Orchester, 1991
- Semiology for John Dowland für Sopran und Tonband, 1991
- Domain für zwei Violinen, Viola und Cello, 1991
- Fresco für Gagaku-Instrumente, 1991
- Morphogenesis I für Klavier, 1991
- Morphogenesis II für Klavier, 1992
- Mac Voices für Sopran, Elektronik und Tonband, 1992
- Morphogenesis III für Klavier, 19922
- Colorization für Klarinette, Gitarre, Perkussion und Klavier, 1992
- Acrostics für Klavier, 1992
- Response für Kontrabass und Oboe, 1992
- Michelangelo’s Pup für Klavier, 1993
- Dialogue für Violine und Cembalo, 1993
- Coexistence für Klavier und Gamelaninstrumente, 1993
- Morphogenesis IV für Klavier, 1994
- Convolution für Klavier und 3 Hichirikis, 1994
- to you from..... für Klavier, 1994
- Helices für Orchester, 1995
- Cardgame für Sopran, 1995
- Blessing für Fagott und Klavier, 1995
- Transliteration für Viola, 1996
- WooDruM.et.al. für Perkussion, 1996
- Interlude from Requiem für Orgel und Zugtrompete, 1996
- Remembrance für Klavier und Orchester, 1996
- List for INOUE SATOKO für Klavier, 1997
- The Prayer für Orgel, 1997
- Memorial for Kuniharu Akiyama für Klavier, 1997
- Cores für Klavier und Computer, 1997
- Sparkling für Flöte, zwei Violinen, Klavier und Toy-Klavier, 1997
- Kanon XXIX & VIII für Gitarre, Mandoline, Klarinette, Violine, Viola und Vello, 1997
- Thema & Variations für Gitarre, Mandoline, Klarinette, Violine, Viola und Cello, 1997
- Micell für Kammerorchester, 1999
- Grating für Gitarre, 1999
- La Genealogie des Etoiles für Sopran, Violine, Cello, Kontrabass, Perkussion und Klavier, 1999
- Le Ranz des Vaches für Kinderchor, 1999
- Maria della Glisch für Kinderchor, 1999
- Tori no Uta für Kinderchor, 1999
- Sakura für Kinderchor, 1999
- 24 Essays für Klavier, 2000
- Dialectics I für Cembalo und obligate Oboe, 2001
- Akademische Festmusik für Klavier, 2003
- Requiem für gemischten Chor, Orchester und Orgel, 2004
- Dialectics II für Orchester, 2004
- Morphogenesis I für Orchester, 2005
- Polychronometry für Klarinette, 2005
- Bee in the Cage für Sopran und Mandolinenorchester, 2005